# واين بوكانان
واين بوكانان (بالإنجليزية: Wayne Buchanan)‏ (12 يناير 1982 ببلفاست في المملكة المتحدة - ) هو لاعب كرة قدم بريطاني في مركز الدفاع. شارك مع منتخب أيرلندا الشمالية تحت 21 سنة لكرة القدم ومنتخب أيرلندا الشمالية تحت 23 سنة لكرة القدم. أما مع النوادي، فقد لعب مع بولتون واندررز وليسبورن ديستليري ونادي تشيسترفيلد ونادي بليث سبارتانز ونادي غيتزهد.

## وصلات خارجية
- واين بوكانان على موقع قاعدة بيانات كرة القدم.إي يو (الإنجليزية)
- واين بوكانان على موقع Soccerbase.com (لاعب) (الإنجليزية)
- واين بوكانان على موقع Soccerway.com (الإنجليزية)